# The Union (álbum)
The Union es un álbum de estudio que unió a Elton John y Leon Russell, lanzado en 2010 por Mercury.
El disco contó con invitados especiales, como Booker T. Jones en órgano Hammond, Neil Young en voces, Robert Randolph en pedal steel y Brian Wilson en armonías vocales.
Este trabajo significó para John su álbum mejor posicionado en el Billboard 200 desde Blue Moves (1976), y lo propio para Russell desde su LP Carney de 1972, siendo ubicado en el 3º puesto entre los 30 mejores discos de 2010 por la revista Rolling Stone, mientras que el tema "If It Wasn't for Bad" fue nominado a los Premios Grammy en el apartado "mejor colaboración pop no instrumental".

## Lista de canciones
- Autor Elton John & Bernie Taupin, salvo los indicados.

1. If It Wasn't for Bad (Leon Russell) – 3:43
2. Eight Hundred Dollar Shoes – 3:23
3. Hey Ahab – 5:39
4. Gone to Shiloh – 4:50
5. Jimmie Rodgers' Dream (Elton John, Bernie Taupin, T-Bone Burnett) – 3:34
6. There's No Tomorrow (Elton John, Leon Russell, James Timothy Shaw, T-Bone Burnett) – 3:45
7. Monkey Suit – 4:46
8. The Best Part of the Day – 4:45
9. A Dream Come True (Elton John, Leon Russell) – 5:07
10. When Love Is Dying – 4:51
11. I Should Have Sent Roses (Leon Russell, Bernie Taupin) – 5:21
12. Hearts Have Turned to Stone (Leon Russell) – 3:47
13. Never Too Old (to Hold Somebody) – 4:58
14. The Hands of Angels (Leon Russell)